# ナオト・インティライミ
ナオト・インティライミ（Naoto Inti Raymi、1979年8月15日 - ）は、日本のシンガーソングライター。三重県亀山市出身、千葉県野田市育ち。所属マネージメントはエンジン。所属レーベルはユニバーサルミュージック内のレーベル・UNIVERSAL SIGMA。公式ファンクラブは年会費制の「FCインティライミ」と月額制の「FCインティライミ モバイル」がある。一人称は「ティライミ」。2001年から2002年まではなおと名義で活動。2019年、Naoto名義で世界デビュー。既婚。2児の父。

## 人物・来歴
三重県亀山市で生まれ（父が三重県菰野町出身）、千葉県野田市で育った。中学時代から曲作りを始め、中央大学附属高等学校在学時には、柏市内でストリートライブを行う。
2001年9月19日、中央大学在学中に「Growing up!!」をソニー・ミュージックレコーズよりリリースし、なおととしてメジャーデビュー。計3枚のシングル、1枚のアルバムをリリース。2002年、中央大学を卒業。

2003年8月から2004年末まで、夢であるワールドツアー実現のため「世界一周の旅」（28カ国）を行った。帰国後の2005年4月より、ナオト・インティライミとして活動を開始。「inti」は太陽、「raymi」は祭りという意味のケチュア語（インカの言葉）であり、「インティライミ」は、「太陽の祭り」という意味である。
サッカークラブ・柏レイソルのジュニアユースチームにかつて所属していたこともあり、2007年より「Webサッカーマガジン」にブログを掲載していた。サッカーを通じたミュージシャンとの交流もあり、桜井和寿と一緒にプレイした際に自作のCDを渡したことから、2008年、「ap bank fes '08」にMr.Childrenのコーラスとして参加。翌年にも、ライブツアー「Mr.Children Tour 2009 〜終末のコンフィデンスソングス〜」、「Mr.Children DOME TOUR 2009 SUPERMARKET FANTASY」に帯同していた。
2010年4月7日、ナオト・インティライミとしてメジャーレーベル初のシングル「カーニバる?」をUNIVERSAL SIGMAよりリリース（3回目のデビュー）。カップリング曲「風になれ」は、仙台カップ国際ユースサッカー大会の公式応援ソング。
2010年9月から10月にかけて自身初の全国ツアー「ナオト・インティライミ TOUR 2010「Shall we トラベる??」～旅は道連れ、世は騒げ!?～」を開催。同年12月13日には、自身初の日本武道館公演「ナオト・インティライミ LIVE in 日本武道館 ～無謀？感動！武道館!!!～」を開催した。
2011年1月、ガチンコで業界一を決めるフットサル大会「音蹴杯」にウーロンチームで出場し、初優勝。決勝戦の延長残り2分でダイビングヘッドを決め、大会MVPに選ばれる。なお、ウーロンチームのキャプテンは桜井和寿であった。
2011年7月10日には、両国国技館にて「ナオトの日」を開催。同年12月18日には、国立代々木競技場第一体育館にて「ナオト・インティライミ × SPACE SHOWER TV VERY MERRY XMAS」を開催。
2012年12月には、アリーナツアー「ナオト・インティライミ アリーナツアー2012 〜ツアーって言っても横浜と大阪の2ヶ所だけだけど…。背伸びしたってええじゃないか！師走にお祭りしたってええじゃないか！〜」を開催。
同年12月31日、第63回NHK紅白歌合戦に初出場。「Brave」を歌唱。なお、2008年の第59回NHK紅白歌合戦にてMr.Childrenの「GIFT」にコーラスとして参加しているため、出演自体は2度目である。
2013年には、音楽ドキュメンタリー映画『ナオト・インティライミ冒険記 旅歌ダイアリー』に初出演。同年9月から12月にかけて、全国7カ所10公演のアリーナツアー「ナオト・インティライミ LIVE キャラバン 2013@ARENA Nice catch the moment!」を開催。
2014年には、FIFAワールドカップブラジル大会関連の番組に多数出演。また、音楽フェスやアリーナツアーにて多数のライブ活動を行う。
2015年も引き継ぎ、ライブキャラバンや音楽フェスに出演。また、映画『神様はバリにいる』にも出演。同年6月10日には、自身初のベスト・アルバム『THE BEST!』をリリース。12月23日には、京セラドームにて、自身初のドーム公演「ナオト・インティライミ初ドーム公演 〜4万人でオマットゥリ!!イヴイヴ大阪冬の陣@京セラドーム大阪〜」が行われた。
2016年1月10日より、ミュージカル『DNA-SHARAKU』で主演を果たした。3月から6月にかけて全国ホールツアー「ナオト・インティライミ HALL TOUR ～アットホールで、アットホームなキャラバン2016～」が行われた。
2017年1月、自分の原点に立ち返るため、世界を回る旅に出ることを宣言。約半年間の世界19ヵ国の旅を経て、7月10日に開催されたスペシャルLIVE「ナオトの日」にて完全復活。また、俳優活動も行い、TBSドラマ『コウノドリ』にも出演を果たした。
2018年3月より、自身初の全国47都道府県弾き語りツアー「こんなの初めて！！ナオト・インティライミ 独りっきりで全国47都道府県 弾き語りツアー2018」を開催し、無事に完走。同年12月12日には、7枚目のアルバム『「7」』をリリースし、年末には約3年ぶりとなるドーム公演「ナオト・インティライミ ドーム公演2018 〜4万人でオマットゥリ！年の瀬、みんなで、しゃっちほこ！＠ナゴヤドーム〜」をナゴヤドームにて開催した。
2019年8月には、22ndシングル「まんげつの夜」がフジテレビ『痛快TV スカッとジャパン』内の「ファミリースカッと」テーマ曲に起用され、同年9月より、31公演のホールツアー「ナオト・インティライミ TOUR 2019 ～新しい時代の幕開けだ!バンダ、ダンサー、全部入り!欲しかったんでしょ?この感じ!～」を開催。また、世界三大レーベルのうちのひとつであるユニバーサルミュージックラテンから、Naoto名義で世界デビューした。
2020年には、初の生配信ライブ「ナオトの日 スペシャルLIVE 2020 ～生配信の大祭典！初の試みドッキドキ？おうちでナオトを一人占め！！～」を開催。同年10月7日には、初のEP『オモワクドオリ』をリリース。
2021年9月29日、デビュー10周年記念のベスト・アルバム『The Best -10th Anniversary-』をリリース。そして、1年越しの10周年ライブツアー「ナオト・インティライミ 10th Anniversary Live Tour 2021」を開催した。
2022年11月30日、前作『「7」』より4年ぶりとなる8thアルバム『虹色∞オクターブ』をリリース。同アルバムには出身地である野田市の応援ソングとして作曲した「The Day」が収録されている。
同年12月3日・4日、ぴあアリーナMMで開催されたライブで「2023年は毎月新曲を発表する」と宣言。
2023年1月18日、11th配信シングル「パッキャマラード」をリリース。本楽曲は、童謡「クラリネットをこわしちゃった」をモチーフにしたアッパーチューンであり、歌詞はナオトと以前から親交のあるたなかとともに書き上げた。
2月8日、12th配信シングル「Secret」をリリース。本楽曲には、ゲストベーシストとして穴見真吾（緑黄色社会）が参加している。3月1日、13th配信シングル「EQ (feat. Rin音)」をリリース。本楽曲では、ラッパー・Rin音とコラボしている。ラッパーとのコラボは本楽曲が初である。
3月29日、14th配信シングル「桜小町 (feat. 缶缶)」をリリース。本楽曲は、2006年にリリースされた同名の楽曲をリメイクしたもの。「装いも新たにこの楽曲を作り上げたい」という気持ちで、ボカロP・100回嘔吐に編曲を依頼し、デュエット相手として、歌い手・缶缶を迎えた。4月14日、15th配信シングル「With」をリリース。5月17日、16th配信シングル「愛してた (feat. れん)」をリリース。本楽曲は、2012年にリリースされた同名の楽曲をリメイクしたもの。期待の若手シンガーソングライター・れんがフィーチャリングゲストとして参加。
6月7日、17th配信シングル「memo」をリリースし、同月28日には、ロックバンド・wacciとのコラボレーション楽曲「ひそかに絶好調 (feat. wacci)」をリリース。7月19日には、9thアルバム『アドナイン』をリリース。
2024年2月11日、「The Day」が東武鉄道野田線野田市駅の発車メロディとして使用が開始された。

### 放浪歴
- 1999年9月 - ニューヨークのアポロシアターに出演[18]。
- 2000年9月 - タイへ人生初バックパックの一人旅[18]。
- 2002年4月 - アフリカ一人旅、ケニアでの飛び入りライブで現地人から絶賛される[18]。
- 2002年11月 - 南米ブラジルの旅、アマゾン川岸のビーチにて地元テレビ局の野外イベントに飛び入り出演[18]。
- 2003年8月 - 2004年末 - 515日をかけて、世界28ヶ国一周放浪の旅へ出かける。
  - 中東・パレスチナにて、ヤーセル・アラファート議長の前で「上を向いて歩こう」を歌唱し、マンツーマンで平和について語り合う[19][20]。その際、議長府に数泊させてもらっている[21]。
  - エジプトでプロサッカー選手にスカウトされ、本気で悩む[22]。
  - 南米コロンビアで、現地の超有名アーティストに気に入られ国内ツアーに同行。そのパフォーマンスが高く評価され、デビューの話を持ちかけられるも、旅を続ける[22]。
  - マイアミで「LATIN FUNK FESTIVAL 04」に日本人初の出演。
- 2017年 - インプットがないまま進んでいくのは良くないと思い、半年間、アフリカなど世界19ヶ国の旅に出た[4]。ドキュメンタリー映画『ナオト・インティライミ冒険記 旅歌ダイアリー2』（前編・後編の2部作）として公開された[23]。

## 音楽性
自身のルーツである1970年代・1980年代のブラックミュージックと、世界各国を旅して吸収したあらゆるジャンルの音楽、ナオト・インティライミとして再メジャーデビュー前のMr.Childrenのサポートメンバー参加から得たポップミュージックを融合させた独自の音楽を生み出すのが特徴。

## ディスコグラフィ

### シングル

#### CDシングル
|                        | 発売日         | タイトル                            | 規格品番   | 形態      | 形態                   | 順位   | 収録アルバム           |
| なおと                 | なおと         | なおと                              | なおと     | なおと    | なおと                 | なおと | なおと                 |
| ---------------------- | -------------- | ----------------------------------- | ---------- | --------- | ---------------------- | ------ | ---------------------- |
| 1st                    | 2001年9月19日  | Growing up!!                        | SRCL-5157  | CD        | CD                     | 圏外   | Funk Renaissance       |
| 2nd                    | 2002年1月30日  | High                                | SRCL-5279  | CD        | CD                     | 圏外   | Funk Renaissance       |
| 3rd                    | 2002年9月19日  | あの素晴らしい愛をもう一度          | SRCL-5441  | CD        | CD                     | 圏外   | 未収録                 |
| NAOTO INTI RAYMI       |                |                                     |            |           |                        |        |                        |
| 1st                    | 2005年11月9日  | イタレリツクセリ                    | SBCM-00006 | CD        | CD                     | 圏外   | 未収録                 |
| 2nd                    | 2006年3月8日   | 桜小町                              | SBCM-00007 | CD        | CD                     | 圏外   | 未収録                 |
| ナオト・インティライミ |                |                                     |            |           |                        |        |                        |
| 1st                    | 2010年4月7日   | カーニバる⤴︎?                        | UMCK-5271  | CD        | CD                     | 34位   | Shall we travel??      |
| 2nd                    | 2010年5月19日  | タカラモノ 〜この声がなくなるまで〜 | UMCK-5277  | CD        | CD                     | 15位   | Shall we travel??      |
| 3rd                    | 2010年9月29日  | ありったけのLove Song               | UMCK-5293  | CD        | CD                     | 23位   | ADVENTURE              |
| 4th                    | 2011年2月16日  | 今のキミを忘れない                  | UMCK-5312  | CD        | CD                     | 26位   | ADVENTURE              |
| 5th                    | 2011年4月20日  | Brave                               | UMCK-5323  | CD        | CD                     | 13位   | ADVENTURE              |
| 6th                    | 2011年8月10日  | Hello                               | UMCK-5345  | CD        | CD                     | 19位   | 風歌キャラバン         |
| 7th                    | 2012年2月8日   | 君に逢いたかった                    | UMCK-5349  | CD        | CD                     | 8位    | 風歌キャラバン         |
| 8th                    | 2012年3月28日  | 愛してた                            | UMCK-9472  | CD+DVD    | 初回限定盤             | 8位    | 風歌キャラバン         |
| 8th                    | 2012年3月28日  | 愛してた                            | UMCK-5368  | CD        | 通常盤                 | 8位    | 風歌キャラバン         |
| 9th                    | 2012年8月29日  | ナイテタッテ                        | UMCK-9554  | CD+DVD    | 初回限定盤             | 17位   | Nice catch the moment! |
| 9th                    | 2012年8月29日  | ナイテタッテ                        | UMCK-5399  | CD        | 通常盤                 | 17位   | Nice catch the moment! |
| 10th                   | 2012年11月28日 | しあわせになるために                | UMCK-9564  | CD+DVD    | 初回限定盤             | 13位   | Nice catch the moment! |
| 10th                   | 2012年11月28日 | しあわせになるために                | UMCK-5407  | CD        | 通常盤                 | 13位   | Nice catch the moment! |
| 11th                   | 2013年4月17日  | 恋する季節                          | UMCK-9617  | CD+DVD    | 初回限定盤             | 6位    | Nice catch the moment! |
| 11th                   | 2013年4月17日  | 恋する季節                          | UMCK-5427  | CD        | 通常盤                 | 6位    | Nice catch the moment! |
| 12th                   | 2013年11月27日 | 手紙                                | UMCK-9648  | CD+DVD    | 初回限定盤             | 13位   | Viva The World!        |
| 12th                   | 2013年11月27日 | 手紙                                | UMCK-5452  | CD        | 通常盤                 | 13位   | Viva The World!        |
| 13th                   | 2014年6月18日  | The World is ours!                  | UMCK-9677  | CD+DVD    | 初回限定盤             | 12位   | Viva The World!        |
| 13th                   | 2014年6月18日  | The World is ours!                  | UMCK-5474  | CD        | 通常盤                 | 12位   | Viva The World!        |
| 14th                   | 2014年9月17日  | LIFE                                | UMCK-9689  | CD+DVD    | 初回限定盤             | 11位   | Viva The World!        |
| 14th                   | 2014年9月17日  | LIFE                                | UMCK-5485  | CD        | 通常盤                 | 11位   | Viva The World!        |
| 15th                   | 2015年4月8日   | いつかきっと                        | UMCK-9726  | CD+DVD    | 初回限定盤             | 7位    | THE BEST!              |
| 15th                   | 2015年4月8日   | いつかきっと                        | UMCK-5565  | CD        | 通常盤                 | 7位    | THE BEST!              |
| 16th                   | 2016年2月3日   | 未来へ                              | PROS-5901  | CD        | 初回限定ファンクラブ盤 | 4位    | Sixth Sense            |
| 16th                   | 2016年2月3日   | 未来へ                              | UMCK-9807  | CD+DVD    | 初回限定盤             | 4位    | Sixth Sense            |
| 16th                   | 2016年2月3日   | 未来へ                              | UMCK-5590  | CD        | 通常盤                 | 4位    | Sixth Sense            |
| 17th                   | 2016年3月30日  | together                            | UMCK-9818  | CD+DVD    | 初回限定盤             | 14位   | Sixth Sense            |
| 17th                   | 2016年3月30日  | together                            | UMCK-5595  | CD        | 通常盤                 | 14位   | Sixth Sense            |
| 18th                   | 2016年7月6日   | Overflows 〜言葉にできなくて〜      | PROS-5902  | CD        | 初回限定ファンクラブ盤 | 6位    | Sixth Sense            |
| 18th                   | 2016年7月6日   | Overflows 〜言葉にできなくて〜      | UMCK-9844  | CD+DVD    | 初回限定盤             | 6位    | Sixth Sense            |
| 18th                   | 2016年7月6日   | Overflows 〜言葉にできなくて〜      | UMCK-5603  | CD        | 通常盤                 | 6位    | Sixth Sense            |
| 19th                   | 2016年12月7日  | 夢のありか                          | UMCK-9884  | CD+DVD    | 初回限定盤A            | 15位   | 「7」                  |
| 19th                   | 2016年12月7日  | 夢のありか                          | PROS-5904  | CD+グッズ | 初回限定盤B            | 15位   | 「7」                  |
| 19th                   | 2016年12月7日  | 夢のありか                          | UMCK-5618  | CD        | 通常盤                 | 15位   | 「7」                  |
| 20th                   | 2018年7月10日  | ハイビスカス/しおり                 | UMCK-9936  | CD+DVD    | 初回限定盤             | 3位    | 「7」                  |
| 20th                   | 2018年7月10日  | ハイビスカス/しおり                 | UMCK-5647  | CD        | 通常盤                 | 3位    | 「7」                  |
| 21st                   | 2018年10月24日 | Start To Rain                       | PROS-5905  | CD+グッズ | 初回限定ファンクラブ盤 | 16位   | 「7」                  |
| 21st                   | 2018年10月24日 | Start To Rain                       | UMCK-9966  | CD+DVD    | 初回限定盤             | 16位   | 「7」                  |
| 21st                   | 2018年10月24日 | Start To Rain                       | UMCK-5658  | CD        | 通常盤                 | 16位   | 「7」                  |
| 22nd                   | 2019年8月14日  | まんげつの夜                        | PROS-5905  | CD+DVD    | 初回限定ファンクラブ盤 | 15位   | 虹色∞オクターブ        |
| 22nd                   | 2019年8月14日  | まんげつの夜                        | UMCK-7029  | CD+DVD    | 初回限定盤             | 15位   | 虹色∞オクターブ        |
| 22nd                   | 2019年8月14日  | まんげつの夜                        | UMCK-5679  | CD+DVD    | 通常盤                 | 15位   | 虹色∞オクターブ        |

#### 配信限定シングル
| 1st  | 2010年12月1日  | Adventure                                             | デジタル・ダウンロード | ADVENTURE                   |
| 2nd  | 2012年12月19日 | Life pallet                                           | デジタル・ダウンロード | 恋する季節                  |
| 3rd  | 2016年7月4日   | Overflows 〜言葉にできなくて〜 (胸キュンスカッとver.) | デジタル・ダウンロード | Sixth Sense                 |
| 4th  | 2016年11月2日  | 同じ空 (feat. ナオト・インティライミ & 安田レイ)      | デジタル・ダウンロード | 渋谷純愛物語3               |
| 5th  | 2019年6月21日  | 花                                                    | デジタル・ダウンロード | まんげつの夜                |
| 6th  | 2019年9月27日  | El Japonés                                            | デジタル・ダウンロード | The Best -10th Anniversary- |
| 7th  | 2021年7月10日  | あらら れれれ るるりら                                | デジタル・ダウンロード | 虹色∞オクターブ             |
| 8th  | 2021年9月22日  | Tokyo Summer                                          | デジタル・ダウンロード | 虹色∞オクターブ             |
| 9th  | 2022年10月26日 | Rule                                                  | デジタル・ダウンロード | 虹色∞オクターブ             |
| 10th | 2022年12月21日 | ありったけのLove Song (feat. ばんばんざい)            | デジタル・ダウンロード | 未収録                      |
| 11th | 2023年1月18日  | パッキャマラード                                      | デジタル・ダウンロード | アドナイン                  |
| 12th | 2023年2月8日   | Secret                                                | デジタル・ダウンロード | アドナイン                  |
| 13th | 2023年3月1日   | EQ (feat. Rin音)                                      | デジタル・ダウンロード | アドナイン                  |
| 14th | 2023年3月29日  | 桜小町 (feat. 缶缶)                                   | デジタル・ダウンロード | 未収録                      |
| 15th | 2023年4月14日  | With                                                  | デジタル・ダウンロード | アドナイン                  |
| 16th | 2023年5月17日  | 愛してた (feat. れん)                                 | デジタル・ダウンロード | アドナイン                  |
| 17th | 2023年6月7日   | memo                                                  | デジタル・ダウンロード | アドナイン                  |
| 18th | 2023年6月28日  | ひそかに絶好調 (feat. wacci)                          | デジタル・ダウンロード | アドナイン                  |
| 19th | 2023年8月15日  | Level 44                                              | デジタル・ダウンロード | ファンタジスタ              |
| 20th | 2023年9月27日  | やんなっちゃうよな (with meiyo)                       | デジタル・ダウンロード | ファンタジスタ              |
| 21st | 2023年10月18日 | 夕暮れノスタルジー                                    | デジタル・ダウンロード | ファンタジスタ              |
| 22nd | 2023年11月29日 | First Christmas                                       | デジタル・ダウンロード | ファンタジスタ              |
| 23rd | 2023年12月27日 | MoonLight                                             | デジタル・ダウンロード | ファンタジスタ              |
| 24th | 2024年2月28日  | にたものどうし                                        | デジタル・ダウンロード | ファンタジスタ              |
| 25th | 2024年8月21日  | ブエナ ヘンテ〜愛しい君へ〜                           | デジタル・ダウンロード | インターセクション          |
| 26th | 2024年10月30日 | Believer                                              | デジタル・ダウンロード | インターセクション          |
| 27th | 2025年1月29日  | 冬枯れのボレロ                                        | デジタル・ダウンロード | インターセクション          |

### アルバム

#### オリジナルアルバム
|                        | 発売日         | タイトル               | 規格品番  | 形態          | 形態                   | 順位   |        |        |        |
| なおと                 | なおと         | なおと                 | なおと    | なおと        | なおと                 | なおと | なおと | なおと | なおと |
| ---------------------- | -------------- | ---------------------- | --------- | ------------- | ---------------------- | ------ | ------ | ------ | ------ |
| 1st                    | 2002年6月19日  | Funk Renaissance       | SRCL-5367 | CD            | 通常盤                 | 圏外   |        |        |        |
| ナオト・インティライミ |                |                        |           |               |                        |        |        |        |        |
| 1st                    | 2010年7月7日   | Shall we travel??      | UMCK-9366 | CD+DVD        | 初回限定盤             | 16位   |        |        |        |
| 1st                    | 2010年7月7日   | Shall we travel??      | UMCK-1360 | CD            | 通常盤                 | 16位   |        |        |        |
| 2nd                    | 2011年5月11日  | ADVENTURE              | UMCK-9427 | CD+DVD        | 初回限定盤             | 3位    |        |        |        |
| 2nd                    | 2011年5月11日  | ADVENTURE              | UMCK-1390 | CD            | 通常盤                 | 3位    |        |        |        |
| 3rd                    | 2012年4月18日  | 風歌キャラバン         | UMCK-9476 | CD+DVD        | 初回限定盤             | 1位    |        |        |        |
| 3rd                    | 2012年4月18日  | 風歌キャラバン         | UMCK-1413 | CD            | 通常盤                 | 1位    |        |        |        |
| 4th                    | 2013年5月15日  | Nice catch the moment! | PROS-1902 | CD+グッズ     | famima.com限定セット   | 2位    |        |        |        |
| 4th                    | 2013年5月15日  | Nice catch the moment! | UMCK-9619 | CD+DVD        | 初回限定盤             | 2位    |        |        |        |
| 4th                    | 2013年5月15日  | Nice catch the moment! | UMCK-1445 | CD            | 通常盤                 | 2位    |        |        |        |
| 5th                    | 2014年10月1日  | Viva The World!        | UMCK-9695 | CD+DVD        | 初回限定盤             | 2位    |        |        |        |
| 5th                    | 2014年10月1日  | Viva The World!        | UMCK-1491 | CD            | 通常盤                 | 2位    |        |        |        |
| 6th                    | 2016年9月14日  | Sixth Sense            | PROS-1905 | CD+DVD+グッズ | 初回限定ファンクラブ盤 | 3位    |        |        |        |
| 6th                    | 2016年9月14日  | Sixth Sense            | UMCK-9862 | CD+DVD        | 初回限定盤             | 3位    |        |        |        |
| 6th                    | 2016年9月14日  | Sixth Sense            | UMCK-1552 | CD            | 通常盤                 | 3位    |        |        |        |
| 7th                    | 2018年12月12日 | 「7」                  | PROS-1911 | CD+グッズ     | 初回限定ファンクラブ盤 | 6位    |        |        |        |
| 7th                    | 2018年12月12日 | 「7」                  | UMCK-9982 | CD+DVD        | 初回限定盤             | 6位    |        |        |        |
| 7th                    | 2018年12月12日 | 「7」                  | UMCK-1615 | CD            | 通常盤                 | 6位    |        |        |        |
| 8th                    | 2022年11月30日 | 虹色∞オクターブ        | PROS-1922 | CD+Blu-ray    | 初回限定ファンクラブ盤 | 7位    |        |        |        |
| 8th                    | 2022年11月30日 | 虹色∞オクターブ        | UMCK-1729 | CD            | 通常盤                 | 7位    |        |        |        |
| 9th                    | 2023年7月19日  | アドナイン             | PROS-1023 | CD            | 初回限定ファンクラブ盤 | 14位   |        |        |        |
| 9th                    | 2023年7月19日  | アドナイン             | UMCK-1751 | CD            | 通常盤                 | 14位   |        |        |        |
| 10th                   | 2024年4月10日  | ファンタジスタ         | PROS-1931 | CD+Blu-ray    | 初回限定ファンクラブ盤 | 10位   |        |        |        |
| 10th                   | 2024年4月10日  | ファンタジスタ         | UMCK-1764 | CD            | 通常盤                 | 10位   |        |        |        |

#### ミニアルバム
|                        | 発売日                 | タイトル               | 規格品番               | 形態                   | 形態                   | 順位                   |
| ナオト・インティライミ | ナオト・インティライミ | ナオト・インティライミ | ナオト・インティライミ | ナオト・インティライミ | ナオト・インティライミ | ナオト・インティライミ |
| ---------------------- | ---------------------- | ---------------------- | ---------------------- | ---------------------- | ---------------------- | ---------------------- |
| 1st                    | 2010年7月7日           | ウルトラC              | POCS-22006             | CD                     | 通常盤                 | 259位                  |
| 2nd                    | 2020年10月7日          | オモワクドオリ         | PROS-1918              | CD+DVD                 | 初回限定ファンクラブ盤 | 10位                   |
| 2nd                    | 2020年10月7日          | オモワクドオリ         | UMCK-1667              | CD                     | 通常盤                 | 10位                   |

#### コンピレーションアルバム
|                        | 発売日                 | タイトル               | 規格品番               | 形態                   | 形態                   | 順位                   |
| ナオト・インティライミ | ナオト・インティライミ | ナオト・インティライミ | ナオト・インティライミ | ナオト・インティライミ | ナオト・インティライミ | ナオト・インティライミ |
| ---------------------- | ---------------------- | ---------------------- | ---------------------- | ---------------------- | ---------------------- | ---------------------- |
| 1st                    | 2013年9月25日          | 旅歌ダイアリー         | UMCK-1458              | CD                     | 通常盤                 | 17位                   |
| 2nd                    | 2017年11月22日         | 旅歌ダイアリー2        | UMCK-9927              | CD                     | 完全限定生産盤         | 10位                   |

#### ベストアルバム
| 1st | 2015年6月10日 | THE BEST!                   | PROS-1903   | CD+DVD+本+タオル | 初回限定ファンクラブ盤 | 3位  |
| 1st | 2015年6月10日 | THE BEST!                   | UMCK-9748   | CD+DVD           | 初回限定盤             | 3位  |
| 1st | 2015年6月10日 | THE BEST!                   | UMCK-4833   | CD               | 通常盤                 | 3位  |
| 2nd | 2021年9月29日 | The Best -10th Anniversary- | PROS-1919   | 2CD+2DVD+本      | 初回限定ファンクラブ盤 | 10位 |
| 2nd | 2021年9月29日 | The Best -10th Anniversary- | UMCK-1697/8 | 2CD              | 通常盤                 | 10位 |

### 映像作品
| 1st  | 2013年2月13日  | ナオト・インティライミ LIVE in 日本武道館 ～無謀？感動！武道館!!!～                                                   | UMBK-9262   | DVD             | 初回限定盤              |
| 1st  | 2013年2月13日  | ナオト・インティライミ LIVE in 日本武道館 ～無謀？感動！武道館!!!～                                                   | UMBK-1194   | DVD             | 通常盤                  |
| 2nd  | 2013年9月27日  | ナオト・インティライミ冒険記 旅歌ダイアリー                                                                           | TBR23268D   | Blu-ray+DVD     | Blu-ray+DVD             |
| 2nd  | 2013年9月27日  | ナオト・インティライミ冒険記 旅歌ダイアリー                                                                           | TDV23269D   | 2DVD            | 2DVD                    |
| 3rd  | 2013年11月27日 | ナオト・インティライミ TOUR 2011 ADVENTURE 〜時はナオト大公開時代〜 final in 両国国技館                               | UMBK-9274   | DVD             | 初回限定盤              |
| 3rd  | 2013年11月27日 | ナオト・インティライミ TOUR 2011 ADVENTURE 〜時はナオト大公開時代〜 final in 両国国技館                               | UMBK-1204   | DVD             | 通常盤                  |
| 4th  | 2014年4月23日  | ナオト・インティライミ TOUR 2012 風歌キャラバン 〜キャラバンだけど知らない人にはついて行っちゃダメ！絶対！〜          | UMBK-9281   | 2DVD            | 初回限定盤              |
| 4th  | 2014年4月23日  | ナオト・インティライミ TOUR 2012 風歌キャラバン 〜キャラバンだけど知らない人にはついて行っちゃダメ！絶対！〜          | UMBK-1211   | 2DVD            | 通常盤                  |
| 5th  | 2014年12月17日 | ナオト・インティライミ LIVE キャラバン 2013@ARENA Nice catch the moment!                                              | UMBK-9285   | DVD             | 初回限定盤              |
| 5th  | 2014年12月17日 | ナオト・インティライミ LIVE キャラバン 2013@ARENA Nice catch the moment!                                              | UMBK-1217   | DVD             | 通常盤                  |
| 6th  | 2016年3月30日  | ナオト・インティライミ初ドーム公演 〜4万人でオマットゥリ!!イヴイヴ大阪冬の陣 @京セラドーム大阪〜                      | UMBK-9285   | 2Blu-ray        | 初回限定盤              |
| 6th  | 2016年3月30日  | ナオト・インティライミ初ドーム公演 〜4万人でオマットゥリ!!イヴイヴ大阪冬の陣 @京セラドーム大阪〜                      | UMXK-1035   | Blu-ray         | 通常盤                  |
| 6th  | 2016年3月30日  | ナオト・インティライミ初ドーム公演 〜4万人でオマットゥリ!!イヴイヴ大阪冬の陣 @京セラドーム大阪〜                      | UMBK-9294   | 3DVD            | 初回限定盤              |
| 6th  | 2016年3月30日  | ナオト・インティライミ初ドーム公演 〜4万人でオマットゥリ!!イヴイヴ大阪冬の陣 @京セラドーム大阪〜                      | UMBK-1233/4 | 2DVD            | 通常盤                  |
| 7th  | 2016年11月16日 | ナオト・インティライミ初主演ミュージカル DNA-SHARAKU                                                                  | ASBD-1182   | Blu-ray         | Blu-ray                 |
| 8th  | 2017年2月8日   | ナオト・インティライミ HALL TOUR 〜アットホールで、アットホームなキャラバン2016〜                                     | UMXK-9016   | Blu-ray+CD      | 初回限定盤              |
| 8th  | 2017年2月8日   | ナオト・インティライミ HALL TOUR 〜アットホールで、アットホームなキャラバン2016〜                                     | UMXK-1042   | Blu-ray         | 通常盤                  |
| 8th  | 2017年2月8日   | ナオト・インティライミ HALL TOUR 〜アットホールで、アットホームなキャラバン2016〜                                     | UMBK-9297   | DVD+CD          | 初回限定盤              |
| 8th  | 2017年2月8日   | ナオト・インティライミ HALL TOUR 〜アットホールで、アットホームなキャラバン2016〜                                     | UMBK-1244   | DVD             | 通常盤                  |
| 9th  | 2017年6月21日  | ナオト・インティライミ アリーナツアー 2016 Sixth Sense                                                                | PROS-4902   | Blu-ray+CD      | 初回限定ファンクラブ盤  |
| 9th  | 2017年6月21日  | ナオト・インティライミ アリーナツアー 2016 Sixth Sense                                                                | UMXK-1048   | Blu-ray         | 通常盤                  |
| 9th  | 2017年6月21日  | ナオト・インティライミ アリーナツアー 2016 Sixth Sense                                                                | PROS-3902   | 2DVD+CD         | 初回限定ファンクラブ盤  |
| 9th  | 2017年6月21日  | ナオト・インティライミ アリーナツアー 2016 Sixth Sense                                                                | UMBK-1251   | DVD             | 通常盤                  |
| 10th | 2018年11月14日 | ナオト・インティライミ冒険記 旅歌ダイアリー2                                                                          | TBR28363D   | 2Blu-ray+3DVD   | コンプリートBlu-ray BOX |
| 10th | 2018年11月14日 | ナオト・インティライミ冒険記 旅歌ダイアリー2                                                                          | TDV28364D   | 5DVD            | コンプリートDVD BOX     |
| 10th | 2018年11月14日 | ナオト・インティライミ冒険記 旅歌ダイアリー2                                                                          | TDV28365D   | 2DVD            | 通常盤                  |
| 11th | 2019年4月24日  | こんなの初めて！！ナオト・インティライミ 独りっきりで全国47都道府県 弾き語りツアー2018                                | PROS-4904   | Blu-ray         | 初回限定ファンクラブ盤  |
| 11th | 2019年4月24日  | こんなの初めて！！ナオト・インティライミ 独りっきりで全国47都道府県 弾き語りツアー2018                                | UMXK-1065   | Blu-ray         | 通常盤                  |
| 11th | 2019年4月24日  | こんなの初めて！！ナオト・インティライミ 独りっきりで全国47都道府県 弾き語りツアー2018                                | PROS-3903   | DVD             | 初回限定ファンクラブ盤  |
| 11th | 2019年4月24日  | こんなの初めて！！ナオト・インティライミ 独りっきりで全国47都道府県 弾き語りツアー2018                                | UMBK-1269   | DVD             | 通常盤                  |
| 12th | 2019年7月10日  | ナオト・インティライミ ドーム公演2018 ～4万人でオマットゥリ！年の瀬、みんなで、しゃっちほこ！＠ナゴヤドーム～         | PROS-4906   | Blu-ray+3CD     | Blu-ray+3CD             |
| 12th | 2019年7月10日  | ナオト・インティライミ ドーム公演2018 ～4万人でオマットゥリ！年の瀬、みんなで、しゃっちほこ！＠ナゴヤドーム～         | PROS-3905   | DVD+3CD         | DVD+3CD                 |
| 12th | 2019年7月10日  | ナオト・インティライミ ドーム公演2018 ～4万人でオマットゥリ！年の瀬、みんなで、しゃっちほこ！＠ナゴヤドーム～         | PROS-4905   | Blu-ray         | 初回限定ファンクラブ盤  |
| 12th | 2019年7月10日  | ナオト・インティライミ ドーム公演2018 ～4万人でオマットゥリ！年の瀬、みんなで、しゃっちほこ！＠ナゴヤドーム～         | UMXK-1070   | Blu-ray         | 通常盤                  |
| 12th | 2019年7月10日  | ナオト・インティライミ ドーム公演2018 ～4万人でオマットゥリ！年の瀬、みんなで、しゃっちほこ！＠ナゴヤドーム～         | PROS-3904   | DVD             | 初回限定ファンクラブ盤  |
| 12th | 2019年7月10日  | ナオト・インティライミ ドーム公演2018 ～4万人でオマットゥリ！年の瀬、みんなで、しゃっちほこ！＠ナゴヤドーム～         | UMBK-1276   | DVD             | 通常盤                  |
| 13th | 2020年6月17日  | ナオト・インティライミ TOUR 2019 ～新しい時代の幕開けだ！バンダ、ダンサー、全部入り！欲しかったんでしょ？この感じ！～ | PROS-4907   | Blu-ray         | 初回限定ファンクラブ盤  |
| 13th | 2020年6月17日  | ナオト・インティライミ TOUR 2019 ～新しい時代の幕開けだ！バンダ、ダンサー、全部入り！欲しかったんでしょ？この感じ！～ | PROS-3906   | DVD             | 初回限定ファンクラブ盤  |
| 13th | 2020年6月17日  | ナオト・インティライミ TOUR 2019 ～新しい時代の幕開けだ！バンダ、ダンサー、全部入り！欲しかったんでしょ？この感じ！～ | UMBK-1291   | DVD             | 通常盤                  |
| 14th | 2022年4月7日   | 10TH ANNIVERSARY LIVE TOUR 2021                                                                                       | PROS-4909   | Blu-ray+DVD+2CD | 初回限定ファンクラブ盤  |
| 14th | 2022年4月7日   | 10TH ANNIVERSARY LIVE TOUR 2021                                                                                       | UMBK-1304   | DVD             | 通常盤                  |

### ミュージックビデオ
Naoto Inti Raymi Official Channel - YouTubeチャンネル
| 公開日         | タイトル                                   | リンク      | 備考                                                     |
| -------------- | ------------------------------------------ | ----------- | -------------------------------------------------------- |
| 2010年4月2日   | カーニバる⤴︎?                               | [ 動画 1 ]  | ショートバージョン。                                     |
| 2010年4月22日  | タカラモノ ～この声がなくなるまで～        | [ 動画 2 ]  | ショートバージョン。                                     |
| 2010年7月22日  | キミライフ                                 | [ 動画 3 ]  | ショートバージョン。                                     |
| 2010年8月31日  | ありったけのLove Song                      | [ 動画 4 ]  | ショートバージョン。                                     |
| 2011年2月15日  | 今のキミを忘れない                         | [ 動画 5 ]  | ショートバージョン。                                     |
| 2011年4月1日   | Brave                                      | [ 動画 6 ]  | ショートバージョン。                                     |
| 2011年7月15日  | Hello                                      | [ 動画 7 ]  | ショートバージョン。                                     |
| 2012年1月16日  | 君に逢いたかった                           | [ 動画 8 ]  | ショートバージョン。                                     |
| 2012年3月1日   | 愛してた                                   | [ 動画 9 ]  | ショートバージョン。                                     |
| 2012年8月8日   | ナイテタッテ                               | [ 動画 10 ] | ショートバージョン。                                     |
| 2012年11月8日  | しあわせになるために                       | [ 動画 11 ] | ショートバージョン。                                     |
| 2013年4月5日   | 恋する季節                                 | [ 動画 12 ] | ショートバージョン。                                     |
| 2015年3月14日  | いつかきっと                               | [ 動画 13 ] | ショートバージョン。                                     |
| 2015年4月9日   | 手紙                                       | [ 動画 14 ] | ショートバージョン。                                     |
| 2015年4月9日   | LIFE                                       | [ 動画 15 ] | ショートバージョン。                                     |
| 2015年4月17日  | The World is ours!                         | [ 動画 16 ] | ショートバージョン。                                     |
| 2016年1月13日  | 未来へ                                     | [ 動画 17 ] | フルバージョン。                                         |
| 2016年3月18日  | together                                   | [ 動画 18 ] | ショートバージョン。                                     |
| 2016年6月20日  | Overflows 〜言葉にできなくて〜             | [ 動画 19 ] | ショートバージョン。                                     |
| 2016年11月24日 | 夢のありか                                 | [ 動画 20 ] | ショートバージョン。                                     |
| 2017年11月17日 | Sunday                                     | [ 動画 21 ] | フルバージョン。                                         |
| 2018年7月4日   | ハイビスカス                               | [ 動画 22 ] | フルバージョン。                                         |
| 2018年9月27日  | Start To Rain                              | [ 動画 23 ] | フルバージョン。                                         |
| 2018年11月30日 | Amor y sol                                 | [ 動画 24 ] | フルバージョン。                                         |
| 2019年6月21日  | 花                                         | [ 動画 25 ] | フルバージョン。                                         |
| 2020年9月23日  | オモワクドオリ                             | [ 動画 26 ] | フルバージョン。                                         |
| 2020年12月13日 | カーニバる?                                | [ 動画 27 ] | フルバージョン。                                         |
| 2020年12月14日 | タカラモノ ～この声がなくなるまで～        | [ 動画 28 ] | フルバージョン。                                         |
| 2020年12月15日 | キミライフ                                 | [ 動画 29 ] | フルバージョン。                                         |
| 2020年12月16日 | ありったけのLove Song                      | [ 動画 30 ] | フルバージョン。                                         |
| 2020年12月17日 | 今のキミを忘れない                         | [ 動画 31 ] | フルバージョン。                                         |
| 2020年12月18日 | Brave                                      | [ 動画 32 ] | フルバージョン。                                         |
| 2020年12月19日 | Hello                                      | [ 動画 33 ] | フルバージョン。                                         |
| 2020年12月20日 | 君に逢いたかった                           | [ 動画 34 ] | フルバージョン。                                         |
| 2020年12月21日 | 愛してた                                   | [ 動画 35 ] | フルバージョン。                                         |
| 2020年12月22日 | ナイテタッテ                               | [ 動画 36 ] | フルバージョン。                                         |
| 2020年12月23日 | しあわせになるために                       | [ 動画 37 ] | フルバージョン。                                         |
| 2020年12月24日 | 恋する季節                                 | [ 動画 38 ] | フルバージョン。                                         |
| 2020年12月25日 | 手紙                                       | [ 動画 39 ] | フルバージョン。                                         |
| 2020年12月26日 | The World is ours!                         | [ 動画 40 ] | フルバージョン。                                         |
| 2020年12月27日 | LIFE                                       | [ 動画 41 ] | フルバージョン。                                         |
| 2020年12月28日 | いつかきっと                               | [ 動画 42 ] | フルバージョン。                                         |
| 2020年12月29日 | together                                   | [ 動画 43 ] | フルバージョン。                                         |
| 2020年12月30日 | Overflows 〜言葉にできなくて〜             | [ 動画 44 ] | フルバージョン。                                         |
| 2020年12月31日 | 夢のありか                                 | [ 動画 45 ] | フルバージョン。                                         |
| 2021年9月29日  | たいせつな                                 | [ 動画 46 ] | リリックビデオ。                                         |
| 2021年11月12日 | Message                                    | [ 動画 47 ] | 小学館『BE BLUES! 〜青になれ〜』とのコラボレーションMV。 |
| 2021年12月14日 | Brave                                      | [ 動画 48 ] | 小学館『KING GOLF』とのコラボレーションMV。              |
| 2022年10月26日 | Rule                                       | [ 動画 49 ] | リリックビデオ。                                         |
| 2021年11月22日 | Tokyo Summer                               | [ 動画 50 ] | ライブMV。                                               |
| 2022年11月30日 | 何度だってLalala                           | [ 動画 51 ] | リリックビデオ。                                         |
| 2022年12月21日 | ありったけのLove Song (feat. ばんばんざい) | [ 動画 52 ] | YouTuber・ばんばんざいとのコラボレーションMV。           |
| 2023年1月18日  | パッキャマラード                           | [ 動画 53 ] | リリックビデオ。                                         |
| 2023年2月8日   | Secret                                     | [ 動画 54 ] | リリックビデオ。                                         |
| 2023年3月31日  | 桜小町 (feat. 缶缶)                        | [ 動画 55 ] | リリックビデオ。                                         |
| 2023年4月15日  | With                                       | [ 動画 56 ] |                                                          |
| 2023年5月24日  | 愛してた (feat. れん)                      | [ 動画 57 ] |                                                          |
| 2023年6月8日   | memo                                       | [ 動画 58 ] | リリックビデオ。                                         |
| 2023年7月7日   | ひそかに絶好調 (feat. wacci)               | [ 動画 59 ] | リリックビデオ。                                         |
| 2023年7月21日  | サマータイム マジック                      | [ 動画 60 ] |                                                          |
| 2023年8月15日  | Level 44                                   | [ 動画 61 ] | リリックビデオ。                                         |
| 2023年10月13日 | やんなっちゃうよな (with meiyo)            | [ 動画 62 ] | リリックビデオ。                                         |
| 2023年10月18日 | 夕暮れノスタルジー                         | [ 動画 63 ] | リリックビデオ。                                         |

### タイアップ
| 年     | タイトル                            | タイアップ先                                                                         |
| ------ | ----------------------------------- | ------------------------------------------------------------------------------------ |
| 2010年 | カーニバる⤴︎?                        | アリオバザール TVCFソング                                                            |
| 2010年 | カーニバる⤴︎?                        | テレビ東京系『JAPAN COUNTDOWN』4月度オープニングテーマ                               |
| 2010年 | 風になれ                            | 仙台カップ国際ユースサッカー大会応援ソング                                           |
| 2010年 | タカラモノ 〜この声がなくなるまで〜 | AOKI もてスリムウォッシュスーツ CMソング                                             |
| 2011年 | 今のキミを忘れない                  | Sony Ericsson「Cyber-shotケータイ S006」CMソング                                     |
| 2011年 | Brave                               | プロバスケットボール bjリーグ 仙台89ERS 2011-2012シーズン オフィシャルサポートソング |
| 2011年 | Hello                               | マツダ「新世代デミオ」CMソング                                                       |
| 2011年 | Message                             | 第90回全国高校サッカー選手権大会 応援ソング                                          |
| 2012年 | 君に逢いたかった                    | ニッセン 2012春 CMソング                                                             |
| 2012年 | 愛してた                            | テレビ朝日『お願い!ランキング』3月度エンディングテーマ                               |
| 2012年 | ナイテタッテ                        | フジテレビ系ドラマ『主に泣いてます』主題歌                                           |
| 2013年 | 恋する季節                          | キリン「氷結」CMソング                                                               |
| 2013年 | Unbelievable                        | 国立科学博物館 特別展「グレートジャーニー人類の旅」応援ソング                        |
| 2013年 | Life pallet                         | 「キットカット × ナオト・インティライミ」受験生応援ソング                            |
| 2013年 | Brand new day                       | 奈良テレビ『ドラマティックナイン』2013年度オープニングテーマ                         |
| 2013年 | I'm chi-zu-ers                      | 名古屋テレビ『ドデスカ!』テーマソング                                                |
| 2013年 | 365                                 | NEC「LaVie L/VALUESTAR N」CMソング                                                   |
| 2013年 | 未来スケッチ                        | はるやま商事「フレッシャーズキャンペーン」TVCFソング                                 |
| 2013年 | 手紙 (DJ DECKSTREAM Remix)          | トヨタ自動車「ウィッシュ」CMソング                                                   |
| 2014年 | The World is ours!                  | コカ・コーラ 2014 FIFAワールドカップ キャンペーンアンセム                            |
| 2014年 | 花びら                              | るるぶトラベル タイアップソング                                                      |
| 2015年 | いつかきっと                        | 資生堂「SEA BREEZE」CMソング                                                         |
| 2015年 | てのひら                            | 中日新聞・北陸中日新聞・東京新聞 CMソング                                            |
| 2016年 | 未来へ                              | 日本赤十字社「平成28年はたちの献血」キャンペーンソング                               |
| 2016年 | together                            | 資生堂「SEA BREEZE」CMソング                                                         |
| 2016年 | Overflows 〜言葉にできなくて〜      | フジテレビ系『痛快TV スカッとジャパン』「胸キュンスカッと」テーマソング              |
| 2016年 | Carpe diem                          | スカパー!「コパアメリカ センテナリオUSA 2016」テーマソング                           |
| 2016年 | 夢のありか                          | NTTドコモ dヒッツ テレビCM「ひとり動物園篇」CMソング                                 |
| 2016年 | 夢のありか                          | 劇場版『モンスターストライク THE MOVIE はじまりの場所へ』主題歌                      |
| 2018年 | ハイビスカス                        | 映画&ドラマ『覚悟はいいかそこの女子。』主題歌                                        |
| 2018年 | しおり                              | テレビ東京系 金曜8時のドラマ『執事 西園寺の名推理』主題歌                            |
| 2019年 | まんげつの夜                        | フジテレビ系『痛快TV スカッとジャパン』「ファミリースカッと」テーマソング            |
| 2019年 | 花                                  | SHARP スマートフォンAQUOS フラッグシップモデル「AQUOS R3」CMソング                   |
| 2019年 | アカルイミライ                      | プロアクティブ CMソング                                                              |
| 2019年 | What a Shot!!                       | RIZAP KBCオーガスタゴルフトーナメント2019 大会公式ソング                             |
| 2020年 | オモワクドオリ                      | NHK BSプレミアム時代劇『明治開化 新十郎探偵帖』主題歌                                |
| 2020年 | Invitation                          | フジテレビ系『ライオンのグータッチ』テーマソング                                     |
| 2020年 | スタートライン                      | NHK『みんなのうた』2020年8月～9月 オンエア楽曲                                       |
| 2021年 | あらら れれれ るるりら              | NHK Eテレ『あはれ!名作くん』主題歌                                                   |
| 2021年 | たいせつな                          | フジテレビ系『ライオンのグータッチ』テーマソング                                     |
| 2021年 | Tokyo Summer                        | トヨタアスリート応援歌                                                               |
| 2021年 | マリーポーサ 〜羽ばたく未来へ〜     | ディズニー映画『ミラベルと魔法だらけの家』日本版エンドソング                         |
| 2022年 | 何度だってLalala                    | BS-TBS 木曜ドラマ23『帰らないおじさん』主題歌                                        |
| 2022年 | You Make My Day                     | TBSテレビ『まるっと!サタデー』テーマソング                                           |
| 2023年 | 夕暮れノスタルジー                  | フジテレビ系『週刊ナイナイミュージック』10月・11月度エンディングテーマ               |
| 2025年 | だぅと                              | テレビ東京系『闇芝居』十五期 主題歌                                                  |

### 楽曲提供
| アーティスト         | 発売日         | タイトル                          | 収録作品                                            |
| -------------------- | -------------- | --------------------------------- | --------------------------------------------------- |
| 山下智久             | 2012年7月25日  | カリーナ                          | エロ                                                |
| 山下智久             | 2014年10月8日  | YOUR STEP                         | YOU                                                 |
| SMAP                 | 2012年8月8日   | 君とBoogie Woogie                 | GIFT of SMAP                                        |
| GOLD RUSH            | 2014年9月24日  | サヨナラスタート                  | We are the RUS                                      |
| Kis-My-Ft2           | 2015年10月24日 | AAO                               | I SCREAM                                            |
| LinQ                 | 2015年11月25日 | ハレハレ☆パレード                 | FRONTIER 〜LinQ 第三楽章〜                          |
| サンドクロック       | 2016年12月7日  | ハレルヤ                          | ハレルヤ                                            |
| さだまさし           | 2018年7月4日   | 大盛況 〜生まれたてのさだまさし〜 | Reborn 〜生まれたてのさだまさし〜                   |
| さだまさし           | 2018年7月4日   | パスワード シンドローム           | Reborn 〜生まれたてのさだまさし〜                   |
| さだまさし           | 2018年7月4日   | きみのとなりに                    | Reborn 〜生まれたてのさだまさし〜                   |
| BOYS AND MEN         | 2018年9月12日  | あなたに出逢えたこと              | 炎・天下奪取                                        |
| King & Prince        | 2019年6月19日  | マホロバ                          | King & Prince                                       |
| 伊藤千晃             | 2019年11月6日  | Wa・Ta・Shi                       | Be                                                  |
| 三毛縞斑（鳥海浩輔） | 2019年12月25日 | 愉快痛快 That's alright!          | TVアニメ『あんさんぶるスターズ!』 EDテーマ集 VOL.05 |
| 宮本笑里             | 2020年4月8日   | Delight                           | Life                                                |
| 宮本笑里             | 2020年4月8日   | Bitter Love                       | Life                                                |
| 望海風斗             | 2020年4月30日  | 夢をあつめて                      | 夢をあつめて                                        |
| きいやま商店         | 2021年4月28日  | アカサタナ                        | アカサタナ                                          |
| 百田夏菜子           | 2021年12月19日 | わかってるのに                    | ビタミンB                                           |

### 参加作品
| 発売日         | タイトル                                         | 規格                   | 備考 |
| -------------- | ------------------------------------------------ | ---------------------- | --- |
| 2006年10月25日 | 太陽は燃えている ～カシワレイソルノウタ～        | CD                     | 柏レイソルのサポーターズシングル。 「Glory of Reysol（ナオト・インティライミ&柏レイソルサポーター）」に参加。                                                    |
| 2007年7月25日  | ビバ!トリコ                                      | CD                     | ロナウジーニョをリスペクトするアーティストたちが楽曲を提供したコンピレーション・アルバム。 「Ronaldinho -Respect to Ronaldinho-」に参加。                        |
| 2012年2月22日  | トリステーザ                                     | CD                     | 作詞はナオト・インティライミとJAMOSA、作曲はナオト・インティライミ。 自身のアルバム『風歌キャラバン』、JAMOSAのアルバム『TRY』にそれぞれのソロバージョンを収録。 |
| 2012年3月7日   | All You Need Is Love                             | CD                     | 東日本大震災復興支援を目的としたチャリティーユニット「JAPAN UNITED with MUSIC」のシングル。                                                                      |
| 2016年11月2日  | 同じ空 (feat. ナオト・インティライミ & 安田レイ) | デジタル・ダウンロード | SPICY CHOCOLATEのアルバム『渋谷純愛物語3』に収録されている。 |
| 2018年7月4日   | Reborn 〜生まれたてのさだまさし〜                | CD                     | 「パスワード シンドローム」、「きみのとなりに」に参加。 |

### 書籍
|                        | 発売日        | タイトル                                                              | 出版社     |          |          |          |
| 中村直人               | 中村直人      | 中村直人                                                              | 中村直人   | 中村直人 | 中村直人 | 中村直人 |
| ---------------------- | ------------- | --------------------------------------------------------------------- | ---------- | -------- | -------- | -------- |
| 1st                    | 2006年10月6日 | 世界よ踊れ 〜歌って蹴って!28カ国珍遊日記〜                            | 幻冬舎     |          |          |          |
| ナオト・インティライミ |               |                                                                       |            |          |          |          |
| 2nd                    | 2010年7月1日  | 世界よ踊れ 〜歌って蹴って!28ヶ国珍遊日記〜 アジア・中東・欧州・南米篇 | 幻冬舎文庫 |          |          |          |
| 3rd                    | 2011年7月6日  | 世界よ踊れ 〜歌って蹴って!28ヶ国珍遊日記〜 南米・ジパング・北米篇     | 幻冬舎     |          |          |          |
| 4th                    | 2013年3月29日 | 旅歌ダイアリー                                                        | 幻冬舎     |          |          |          |
| 5th                    | 2017年11月9日 | 旅歌ダイアリー2                                                       | 幻冬舎     |          |          |          |

## 出演

### ラジオ
- The Nutty Radio Show おに魂（2003年4月 - 6月、エフエムナックファイブ）- アーティストコーナー ※なおと名義
- BAY LINE 7300（2005年4月1日 - 2006年9月29日、ベイエフエム）※なおと名義
- ナオト・インティライミ 歌います!（2008年10月1日 - 12月31日、ニッポン放送）
- ナオト・インティライミのオールナイトニッポン 〜未来の自分に手紙を書こう〜（2008年12月23日、ニッポン放送）
- CURIOUS（2010年10月5日、J-WAVE）
- α-20COLORS（2011年7月18日、エフエム京都）
- TOKYO GAS Curious HAMAJI（2011年9月3日・9月10日、ベイエフエム）
- アーティスト・プロデュース・スーパー・エディション（2012年4月・2013年6月・2020年9月、JFNC）
- 土曜ワイドラジオTOKYO 永六輔その新世界（2013年1月19日、TBSラジオ）

### テレビ
- COOL JAPAN FOOTBALL（フジテレビ、2012年4月22日 - ）

音楽番組の出演
- HEY!HEY!HEY! MUSIC CHAMP（フジテレビ）
- ミュージックステーション（テレビ朝日）
- カミスン!（TBSテレビ）
- MUSIC JAPAN（NHK総合）
- ミュージックフェア（フジテレビ）など、音楽番組への出演も多い。

### NHK紅白歌合戦出場歴
（NHK総合・ラジオ第1）
| 年度   | 放送回 | 回 | 曲目  | 備考 |
| ------ | ------ | -- | ----- | --- |
| 2012年 | 第63回 | 初 | Brave | 2008年の第59回NHK紅白歌合戦にてMr.Childrenの「GIFT」にコーラスとして参加しているため、出演自体は2度目。 |

音楽番組以外の出演
- 情熱大陸（毎日放送制作・TBS系列、2011年5月22日）
- アナザースカイ（日本テレビ、2012年2月10日）
- A-Studio（TBSテレビ、2012年5月18日）
- 徹子の部屋（テレビ朝日、2013年1月14日・2018年11月28日）
- 笑っていいとも!（フジテレビ、2011年11月1日・2013年4月17日）
- Rの法則（NHK Eテレ、2012年12月4日・2013年5月9日）
- にじいろジーン（関西テレビ、2014年1月4日）
- サワコの朝（毎日放送・TBSテレビ共同制作、2014年6月14日）
- SONGS（NHK総合、2015年10月17日）
- ライオンのグータッチ（フジテレビ、2020年9月26日・10月3日・10月10日）など。

### ドラマ
- 主に泣いてます 第7話・最終話（フジテレビ、2012年9月1日・8日）- 吟遊詩人 / 悟史 役
- コウノドリ（第2シリーズ）第1話（2017年10月13日、TBSテレビ）- 佐野康孝 役
- 病室で念仏を唱えないでください（2020年、TBSテレビ）- 宮島隆弘 役
- 逃げるは恥だが役に立つ ガンバレ人類!新春スペシャル!!（2021年1月2日、TBSテレビ）- 笠井 役[24]

### 映画
- ナオト・インティライミ冒険記 旅歌ダイアリー（2013年4月13日公開、東宝、監督・石田雄介）- ドキュメンタリー
- 神様はバリにいる（2015年1月17日公開、ファントム・フィルム、監督・李闘士男）- 杉田 役
- ナオト・インティライミ冒険記 旅歌ダイアリー2 前編（2017年11月23日公開、日活、監督・加藤肇）- ドキュメンタリー
- ナオト・インティライミ冒険記 旅歌ダイアリー2 後編（2018年1月5日公開、日活、監督・加藤肇）- ドキュメンタリー

### 舞台
- ミュージカル『DNA-SHARAKU』（2016年1月、新国立劇場中劇場）- 柊健二 役 ※小関裕太とダブル主演[25]

### 新聞
- 学生新聞（2020年4月17日）- 表紙[26]

## ライブ

### ナオトの日スペシャルライブ
7月10日には、ナオ(7)ト(10)の日として、毎年ライブが開催されている。ギターやピアノを使ったアコースティックライブで、その日の雰囲気やリクエストで選曲するスタイルで行われている。
| 開催年 | タイトル | 会場                                             |
| ------ | --- | ------------------------------------------------ |
| 2010年 | 7/10（ナオトの日）モールツアーファイナル | ラゾーナ川崎プラザ ルーファ広場 グランドステージ |
| 2011年 | 「ナオトの日」スペシャルワンマンライブ | 両国国技館                                       |
| 2012年 | FCインティライミ限定ライブ 〜夏だ！太陽だ！祭りだ！納豆だ！いや、ナオトだ！2012〜                                                                 | LINE CUBE SHIBUYA（渋谷公会堂）                  |
| 2013年 | ナオト・インティライミ 日本武道館LIVE on ナオトの日 ～今年も？いや今年こそドカーンとやりますよ！～                                                | 日本武道館                                       |
| 2014年 | ナオトの日 スペシャルライブ2014 in 仙台 ～ありの～♪ままの～♪ナオト見せるのよ～♪ギターとピアノの素っ裸LIVE～                                       | ゼビオアリーナ仙台                               |
| 2015年 | スペシャルライブ ナオトの日 〜納豆食って平城京、ナオトの日ってHey Yo 今日！〜                                                                     | 東京国際フォーラム ホールA                       |
| 2016年 | ナオトの日スペシャルLIVE 〜今年も独りでノープラン！安心してください！入れますよ!!笑 幕張メッセです！ナオトの日2016!!〜                            | 幕張メッセ 国際展示場 1〜3ホール                 |
| 2017年 | ナオトの日スペシャルLIVE 2017 ～おまたせ、おまかせ、おまっとぅり!ウェルカムバックでナオトの日！～                                                 | 日本ガイシホール                                 |
| 2018年 | ナオトの日 スペシャルLIVE 2018＠大阪城ホール 〜こんなの初めて！バンダと一緒にナオトの日！みんなでワイワイやったるじょー!!〜                       | 大阪城ホール                                     |
| 2019年 | ナオトの日 スペシャルLIVE 2019 ～今年は博多で待っとるよ！すごかぁ、たのしかぁ、最高か！みんなで来たらよかろうもん！ナオトの日やけん、楽しむばい～ | マリンメッセ福岡                                 |
| 2020年 | ナオトの日 スペシャルLIVE 2020 ～生配信の大祭典！初の試みドッキドキ？おうちでナオトを一人占め！！～                                               | 生配信                                           |
| 2020年 | ナオトの日 スペシャルLIVE 2020 ～10周年目の大祭典！隠れた名曲ザックザク？レア曲だらけのセレモニー！！～                                           | 東京ガーデンシアター【公演延期】                 |
| 2021年 | ナオトの日 スペシャルLIVE 2021 〜じゅっしゅぅ、じゅっしゅぅ、10周年!! あなたが思うよりおまっトゥリです!!〜                                        | 東京ガーデンシアター                             |
| 2022年 | ナオトの日 スペシャルLIVE 2022＠北海きたえーる 〜なんと今年は北海道!!あなたの期待にこたえーる!!!〜                                                | 北海きたえーる                                   |
| 2023年 | ナオトの日 スペシャルLIVE 2023〜今年も来る！ねっ。国際フォーラム！ねっ。あいづち100点だな！ねっ。なにぬ？ねっ！！〜                               | 東京国際フォーラム ホールA                       |

### ナオトフェス
ショートムービープラットフォーム・TikTokにて、注目のクリエイターやアーティストをゲストに迎え、TikTokならではの企画やライブパフォーマンスで構成されたTikTok LIVE。
|       | 開催日         | ゲスト                     |
| ----- | -------------- | -------------------------- |
| vol.1 | 2020年7月31日  | 土井レミイ杏利（レミたん） |
| vol.2 | 2020年8月31日  | Novelbright                |
| vol.3 | 2020年9月30日  | YOASOBI                    |
| vol.4 | 2020年10月25日 | 優里、れん                 |
| vol.5 | 2021年3月4日   | TENSONG                    |
| vol.6 | 2021年4月15日  | 鈴木鈴木、Maica_n          |

### TikTok LIVE
| 開催日        | タイトル                  |
| ------------- | ------------------------- |
| 2021年5月2日  | Stay Home! チャリティLIVE |
| 2021年7月30日 | TikTok LIVE Trend         |

### Instagram Live
| 開催日       | ゲスト                   |
| ------------ | ------------------------ |
| 2021年2月6日 | DJ社長（Candy Foxx）     |
| 2021年4月7日 | 土井レミイ杏利、小関裕太 |

### ナオトの部屋
唄をメインに構成する「ワンマンライブ」と、ゲストを招いてトークを繰り広げる「ナオトの部屋」を展開。公演時にはステージ上に仮想「ナオトの部屋」を創り出し、本当の友人をゲストに招いてアットホームな雰囲気の中で行われる。公演中、観客はご近所さんとなり覗き見をしているという設定で進行。
| 開催日         | ゲスト                                                               | 備考 |
| -------------- | -------------------------------------------------------------------- | --- |
| 2007年10月12日 | 木根尚登（TM NETWORK）、GAKU-MC                                      | |
| 2008年2月16日  | 常田真太郎（スキマスイッチ）、サンプラザ中野くん、中川晃教、椎名純平 | |
| 2008年6月22日  | 中西圭三、光永亮太、千綿偉功                                         | |
| 2008年12月16日 | ヨースケ@HOME、ワカバ、常田真太郎、NAOTO                             | duo music exchangeで行われた。                                                                                               |
| 2011年7月9日   | ゴスペラーズ、KAN                                                    | 「ナオト・インティライミ TOUR 2011 ADVENTURE 〜時はナオト大公開時代〜 final in 両国国技館 前夜祭」で両国国技館にて行われた。 |

## サポートメンバー
バンダ・インティライミ
- ギター：木島靖夫（マックス・インティライミ）
- ベース：鈴木渉（ワタル・インティライミ）
- ドラムス：波田野哲也（テツ・インティライミ）
- キーボード：ミトカツユキ（かっちゃん・ティライミ）、宮崎裕介
- サックス：庵原良司（イハラ・インティライミ）
- トランペット：ルイスバジェ（ルイス・インティライミ）

### 動画
1. ↑  ナオト・インティライミ - カーニバる？ from 「THE BEST！」. 2 April 2010. 2022年12月28日閲覧.
2. ↑  ナオト・インティライミ - タカラモノ～この声がなくなるまで～ from 「THE BEST！」. 22 April 2010. 2022年12月28日閲覧.
3. ↑  ナオト・インティライミ / キミライフ(Short ver.). 22 July 2010. 2022年12月28日閲覧.
4. ↑  ナオト・インティライミ - ありったけの Love Song from 「THE BEST！」. 31 August 2010. 2022年12月28日閲覧.
5. ↑  ナオト・インティライミ - 今のキミを忘れない from 「THE BEST！」. 15 February 2011. 2022年12月28日閲覧.
6. ↑  ナオト・インティライミ - Brave from 「THE BEST！」. 1 April 2011. 2022年12月28日閲覧.
7. ↑  ナオト・インティライミ - Hello from 「THE BEST！」. 15 July 2011. 2022年12月28日閲覧.
8. ↑  ナオト・インティライミ - 君に逢いたかった from 「THE BEST！」. 16 January 2012. 2022年12月28日閲覧.
9. ↑  ナオト・インティライミ - 愛してた from 「THE BEST！」. 1 March 2012. 2022年12月28日閲覧.
10. ↑  ナオト・インティライミ - ナイテタッテ from 「THE BEST！」. 8 August 2012. 2022年12月28日閲覧.
11. ↑  ナオト・インティライミ - しあわせになるために from 「THE BEST！」. 8 November 2012. 2022年12月28日閲覧.
12. ↑  ナオト・インティライミ - 恋する季節 from 「THE BEST！」. 5 April 2013. 2022年12月28日閲覧.
13. ↑  ナオト･インティライミ　｢いつかきっと｣　(From 6th Album｢Sixth Sense｣) ※｢資生堂SEA BREEZE｣CMソング. 14 March 2015. 2022年12月28日閲覧.
14. ↑  ナオト・インティライミ - 手紙 from 「THE BEST！」. 9 April 2015. 2022年12月28日閲覧.
15. ↑  ナオト・インティライミ - LIFE from 「THE BEST！」. 9 April 2015. 2022年12月28日閲覧.
16. ↑  ナオト・インティライミ - The World is ours ! from 「THE BEST！」. 17 April 2015. 2022年12月28日閲覧.
17. ↑  ナオト・インティライミ「未来へ」Music Video. 13 January 2016. 2022年12月28日閲覧.
18. ↑  ナオト・インティライミ｢together｣ (From 6th Album｢Sixth Sense｣)　※｢資生堂SEA BREEZE｣CMソング. 18 March 2016. 2022年12月28日閲覧.
19. ↑  ナオト・インティライミ『Overflows〜言葉にできなくて〜』MV 【フジテレビ系 「痛快TV スカッとジャパン 胸キュンスカッと」テーマソング】. 20 June 2016. 2022年12月28日閲覧.
20. ↑  ナオト・インティライミ『夢のありか』MV 【劇場版アニメ「モンスターストライク THE MOVIE はじまりの場所へ」主題歌】. 24 November 2016. 2022年12月28日閲覧.
21. ↑  ナオト・インティライミ「Sunday」Music Video. 17 November 2017. 2022年12月28日閲覧.
22. ↑  ナオト・インティライミ「ハイビスカス」Music Video. 4 July 2018. 2022年12月28日閲覧.
23. ↑  ナオト・インティライミ「Start To Rain」Music Video. 28 December 2022. 2022年12月28日閲覧.
24. ↑  ナオト･インティライミ 「Amor y sol with 桜井和寿」(ヨミ：アモール イ ソル/short ver.) from 7th Album「７」. 30 November 2018. 2022年12月28日閲覧.
25. ↑  ナオト・インティライミ「花」Music Video. 21 June 2019. 2022年12月28日閲覧.
26. ↑  ナオト・インティライミ「オモワクドオリ」【Zoom Music Video】. 23 September 2020. 2022年12月28日閲覧.
27. ↑  ナオト・インティライミ「カーニバる？」Music Video. 13 December 2020. 2022年12月28日閲覧.
28. ↑  ナオト・インティライミ「タカラモノ ～この声がなくなるまで～」Music Video. 14 December 2020. 2022年12月28日閲覧.
29. ↑  ナオト・インティライミ「キミライフ」Music Video. 15 December 2020. 2022年12月28日閲覧.
30. ↑  ナオト・インティライミ「ありったけのLove Song」Music Video. 16 December 2020. 2022年12月28日閲覧.
31. ↑  ナオト・インティライミ「今のキミを忘れない」Music Video. 17 December 2020. 2022年12月28日閲覧.
32. ↑  ナオト・インティライミ「Brave」Music Video. 18 December 2020. 2022年12月28日閲覧.
33. ↑  ナオト・インティライミ「Hello」Music Video. 19 December 2020. 2022年12月28日閲覧.
34. ↑  ナオト・インティライミ「君に逢いたかった」Music Video. 20 December 2020. 2022年12月28日閲覧.
35. ↑  ナオト・インティライミ「愛してた」Music Video. 21 December 2020. 2022年12月28日閲覧.
36. ↑  ナオト・インティライミ「ナイテタッテ」Music Video. 22 December 2020. 2022年12月28日閲覧.
37. ↑  ナオト・インティライミ「しあわせになるために」Music Video. 23 December 2020. 2022年12月28日閲覧.
38. ↑  ナオト・インティライミ「恋する季節」Music Video. 24 December 2020. 2022年12月28日閲覧.
39. ↑  ナオト・インティライミ「手紙」Music Video. 25 December 2020. 2022年12月28日閲覧.
40. ↑  ナオト・インティライミ「The World is ours!」Music Video. 16 December 2020. 2022年12月28日閲覧.
41. ↑  ナオト・インティライミ「LIFE」Music Video. 27 December 2020. 2022年12月28日閲覧.
42. ↑  ナオト・インティライミ「いつかきっと」Music Video. 28 December 2020. 2022年12月28日閲覧.
43. ↑  ナオト・インティライミ「together」Music Video. 29 December 2020. 2022年12月28日閲覧.
44. ↑  ナオト・インティライミ「Overflows～言葉にできなくて～」Music Video. 30 December 2020. 2022年12月28日閲覧.
45. ↑  ナオト・インティライミ「夢のありか」Music Video. 31 December 2020. 2022年12月28日閲覧.
46. ↑  ナオト・インティライミ 「たいせつな」Lyric Video（10周年ベストアルバム「The Best -10th Anniversary-」収録）. 29 September 2021. 2022年12月28日閲覧.
47. ↑  ナオト・インティライミ「Message」×「BE BLUES！〜青になれ〜」. 12 November 2021. 2022年12月28日閲覧.
48. ↑  ナオト・インティライミ「Brave」 × 「KING GOLF」. 14 December 2021. 2022年12月28日閲覧.
49. ↑  ナオト・インティライミ 「Rule」Lyric Video. 26 October 2022. 2022年12月28日閲覧.
50. ↑  ナオト・インティライミ「Tokyo Summer」 Live Music Video. 22 November 2021. 2022年12月28日閲覧.
51. ↑  ナオト・インティライミ 「何度だってLalala」Lyric Video. 30 November 2022. 2022年12月28日閲覧.
52. ↑  ナオト・インティライミ「ありったけのLove Song (feat.ばんばんざい) 」Music Video. 21 December 2022. 2022年12月28日閲覧.
53. ↑  ナオト・インティライミ 「パッキャマラード」Lyric Video. 18 January 2023. 2023年1月27日閲覧.
54. ↑  ナオト・インティライミ 「Secret」Lyric Video. 8 February 2023. 2023年2月10日閲覧.
55. ↑  ナオト・インティライミ 「桜小町 (feat. 缶缶)」Lyric Video. 31 March 2023. 2023年5月5日閲覧.
56. ↑  ナオト・インティライミ「With」Music Video. 15 April 2023. 2023年5月5日閲覧.
57. ↑  ナオト・インティライミ「愛してた (feat. れん)」Music Video. 24 May 2023. 2023年6月28日閲覧.
58. ↑  ナオト・インティライミ「memo」Lyric Video. 8 June 2023. 2023年6月28日閲覧.
59. ↑  ナオト・インティライミ「ひそかに絶好調(with wacci)」Lyric Video. 7 July 2023. 2024年6月22日閲覧.
60. ↑  ナオト・インティライミ「サマータイム マジック」Music Video. 21 July 2023. 2024年6月22日閲覧.
61. ↑  ナオト・インティライミ「Level 44」Lyric Video. 15 August 2023. 2024年6月22日閲覧.
62. ↑  ナオト・インティライミ「やんなっちゃうよな(with meiyo)」 Lyric Video. 13 October 2023. 2024年6月22日閲覧.
63. ↑  ナオト・インティライミ「夕暮れノスタルジー」Lyric Video. 18 October 2023. 2024年6月22日閲覧.